# Panajotis Nikas
Panajotis Nikas (gr. Παναγιώτης Νίκας; ur. w 1950 w Awii w gminie Ditiki Mani) – grecki samorządowiec i pedagog, od 2019 roku gubernator Peloponezu. W latach 2007–2019 był burmistrzem Kalamaty.

## Życiorys
Studiował na Wydziale Nauk Politycznych Uniwersytetu Narodowego im. Kapodistriasa w Atenach. Pracował następnie jako nauczyciel w IV Liceum Ogólnokształcące w Kalamacie.

### Działalność samorządowa
Był trzykrotnie wybierany na radnego prefektury Mesenia. Przez siedem lat pełnił urząd wiceprefekta i przewodniczącego Komisji ds. Administracji, Gospodarki, Edukacji i Infrastruktury, a następnie przez pięć lat był przewodniczącym Rady Prefektury. W wyborach samorządowych w 2006 roku został wybrany burmistrzem Kalamaty, następnie dwukrotnie uzyskiwał reelekcję (w 2010 i 2014 roku). W 2011 roku, po utworzeniu Regionalnego Związku Gmin Peloponezu, został jego przewodniczącym.
W wyborach samorządowych w 2019 wybrano go gubernatorem Peloponezu, zwyciężył w drugiej turze z wynikiem 53,59% głosów startując z ramienia Nowej Demokracji przeciwko urzędującemu Petrosowi Tatulisowi. 25 sierpnia został zaprzysiężony na stanowisku, a swój urząd objął 1 września tego samego roku. W lutym 2020 roku wybrano go przewodniczącym Komisji ds. Instytucji i Praworządności Związku Regionów Grecji. 17 lipca 2023 roku ogłosił, że nie będzie się ubiegał o reelekcję w wyborach samorządowych mających się odbyć w tym samym roku.
1 stycznia 2024 roku na funkcji gubernatora zastąpił go Dimitrios Ptochos.

## Życie prywatne
Jest żonaty z Anastasią Militsi, która została dyrektorem Archiwum Generalnego Mesanii. Para ma troje dzieci – Vangelisa, Iliasa i Nikolasa.